# Si-zhong Li
Si-zhong Li (1921-2009) fue un ictiólogo chino.

## Especies descritas por Li
- Callionymus koreanus (Nakabo, Jeon & Li, 1987)
- Amblyrhynchotes rufopunctatus (Li, 1962)
- Callionymus hainanensis Li, 1966
- Triplophysa minuta (Li, 1966)
- Callionymus recurvispinnis (Li, 1966)
- Cottus sibiricus altaicus (Li & Ho, 1966)
- Brachymystax lenok tsinlingensis Li, 1966[1]
- Gymnocypris chilianensis (Li & Chang, 1974)
- Triplophysa wuweiensis (Li & Chang, 1974)
- Psettina filimana Li & Wang, 1981
- Lepidotrigla lepidojugulata Li, 1981
- Lepidotrigla longimana Li, 1981
- Ciliata tchangi Li, 1994
- Melanonus okamurai Li, 2011
- Gobio tchangi Li, 2015

## Obras principales
- Distribución geográfica de peces de agua dulce en China (1981)
- Fauna Sinica, Osteichthyes: Pleuronectiformes.  1995, ISBN 9787030041470
- Fauna Sinica, Osteichthyes: Atheriniformes Cyprinodontiformes Beloniformes Ophidiiformes Gadiformes.  2011, ISBN 9787030200952
- Peces de Río Amarillo.  2015, ISBN 9789578596771; 2017, ISBN 9787567015371

## Abreviatura (zoología)
La abreviatura Li  se emplea para indicar a Si-zhong Li como autoridad en la descripción y taxonomía en zoología.

- Wikispecies tiene un artículo sobre Si-zhong Li.

- Datos: Q6539107
- Especies: Sizhong Li